# Лихтенберг (район Берлина)
Лихтенберг (нем. Lichtenberg, произношениео файле, в дословном переводе: «Гора, свободная от леса») — третий район в составе одноименного административного округа в Берлине, иногда — чтобы отличить его от «Большого» Лихтенберга — называемый так же Альт-Лихтенберг (нем. Alt-Lichtenberg, т. е. «Старый Лихтенберг»). На западе граничит с округами Панков и Фридрихсхайн-Кройцберг, на востоке — с округом Марцан-Хеллерсдорф.

## История

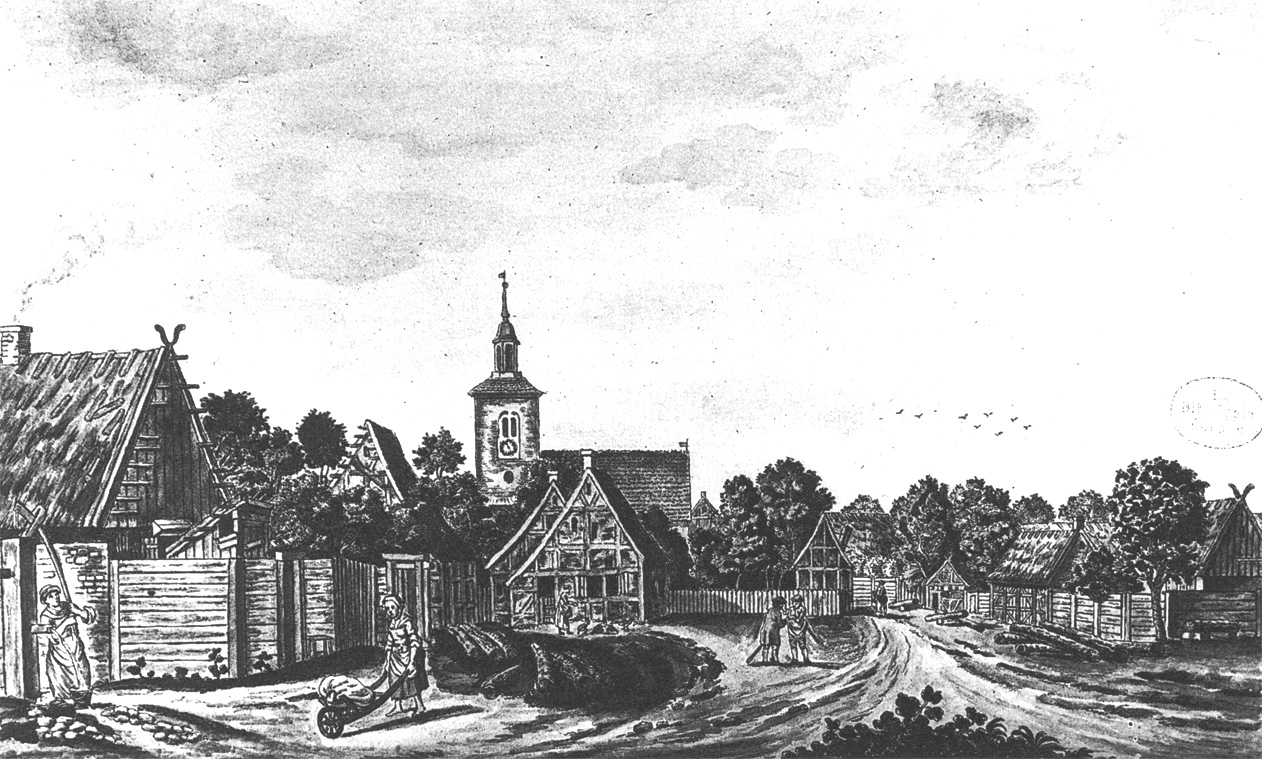
Лихтенберг в 1800 году

Лихтенберг (тогда ещё деревня) был основан около 1230 года во времена расселения на восток немецкого населения Священной Римской империи, по всей видимости, на одной из не поросших лесом возвышенностей, откуда он и берёт своё название. Однако первое письменное упоминание Лихтенберга приходится на 24 мая 1288 года, когда маркграф Бранденбурга Оттон IV определил в этой местности границу Берлина. Деревня сменила несколько владельцев, пока 25 февраля 1391 года не перешла в собственность Берлина. В те времена Лихтенберг, лежавший всего в нескольких сотнях метров от границы с Берлином, со всеми землями, к нему относящимися, имел 62 гуфы, что соответствовало площади в примерно 1000 гектаров, и ещё долгие годы оставался типичным сельско-хозяйственным поселением, с едва растущим населением, в 1801 году составлявшим 437 человек.
Лишь с 1870-х годов начавшаяся индустриализация немецкой столицы и его окрестностей постепенно меняет облик Лихтенберга: строится ж/д вокзал, появляются первые фабрики, насосная станция, крупнейшее в мире трамвайное депо, собственная ратуша, а позднее и больница. 15 октября 1907 года Альт-Лихтенберг официально становится городом и насчитывает уже около 68 тыс. жителей. Ещё спустя пять лет к нему присоединена община Боксхаген-Руммельсбург (нем. Boxhagen-Rummelsburg) и население увеличивается до почти 150 тысяч человек, а в 1920 году Лихтенберг сам включён в состав Большого Берлина. Развитие нового берлинского района продолжилось и далее: был открыт бассейн и два стадиона, построено здание почтамта и несколько жилых кварталов, проведена линия метрополитена, начато производство автомобилей, подшипников и электродов.
По окончании второй мировой войны Лихтенберг, в котором была разрушена почти половина зданий, оказался в границах Восточного Берлина. Для восстановления жилого фонда и инфраструктуры были заложены новые микрорайоны, застроенные типичными для ГДР высотными панельными домами (в том числе самый большой жилой дом столицы длиною 350 метров), а так же приняты в эксплуатацию крупнейшая в Восточной Германии фабрика по пошиву мужской одежды, предприятия по изготовлению маргарина, комплектующих для автомобилей марки Трабант и др. Объединение Германии привело к закрытию заводов, представлявших конкурентную опасность для западно-германских предприятий, и превращению Альт-Лихтенберга в типичный спальный городской район.

## Транспорт
По территории Альт-Лихтенберга проходит линия метрополитена U5 (со станцией Магдалененштрассе), многочисленные трамвайные (M6, M8, M13, M17, 16, 21, 27, 37) и автобусные (N50, N56, 240, 256) маршруты. На границе района расположены станции городской электрички Франкфуртераллее и Лихтенберг. Кроме того, здесь находятся трамвайное депо и автобусный парк Лихтенберг, находящиеся в ведении BVG.

## Достопримечательности

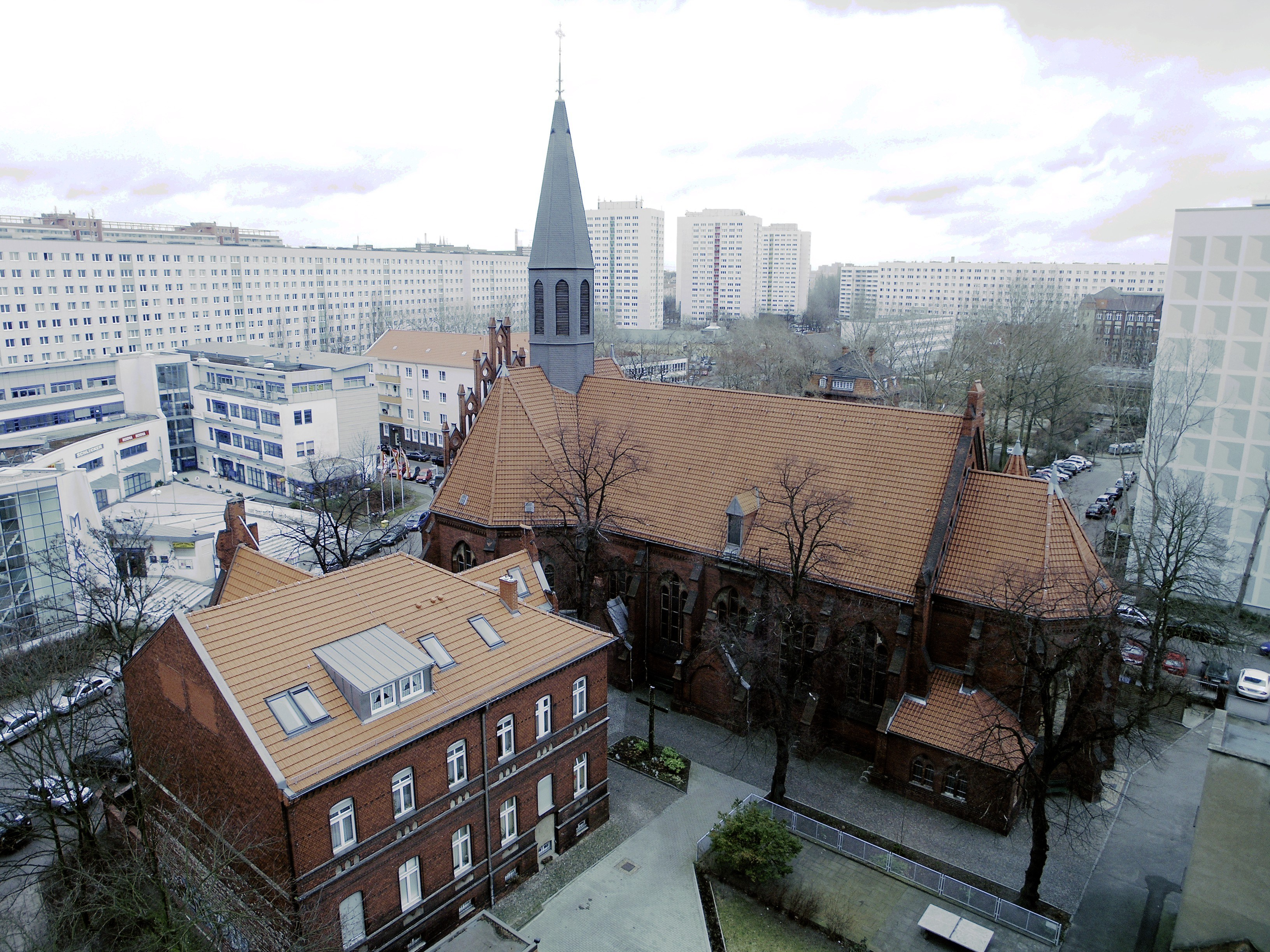
Церковь Святого Маврикия

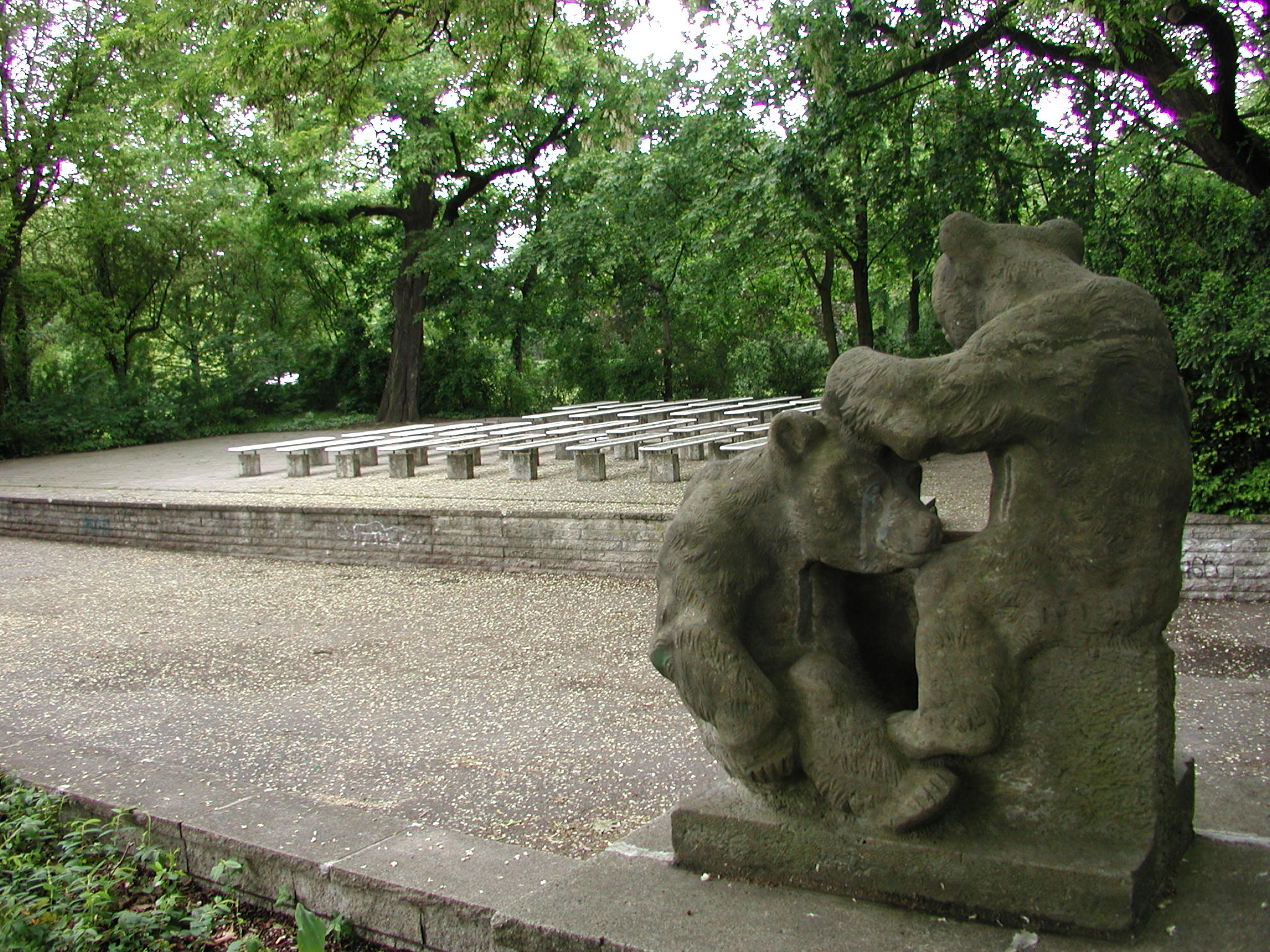
Городской парк

Несмотря на многочисленные разрушения, оставленные последней мировой войной в Альт-Лихтенберге сохранилось немало исторических построек, таких как:
- Деревенская церковь Лихтенберга[нем.] (первое строение относится к XIII веку)
- католическая церковь Святого Маврикия[нем.] (освящена в 1892 году)
- Евангелическая больница королевы Елизаветы (открыта в 1892 году и названа в честь королевы Елизаветы Баварской)
- Церковь Веры[нем.] (нем. Glaubenskirche) (освящена в 1895 году, ныне находится в ведении Коптской православной церкви)
- здание ратуши (годы строительства: 1896—1898)
- здание участкого суда (нем. Amtsgericht) (годы строительства: 1903—1906)
- школьное здание, построенное в 1910 году и названное в честь принцессы Цецилии Cecilien-Lyzeum[нем.]
- здание Театра у парковой поймы[нем.] (нем. Theater an der Parkaue) (1910—1911)
- больничный комплекс Оскар-Цитен[нем.] (1910—1914), носящий имя первого бургомистра Лихтенберга Оскара Цитена[нем.].

На территории района расположено Центральное кладбище Фридрихсфельде, открытое 21 мая 1881 и известное, в первую очередь, по захоронениям видных деятелей социалистского, социал-демократического и коммунистического движения Германии, в том числе Вильгельма и Карла Либкнехтов, Розы Люксембург, Эрнста Тельмана, Вальтера Ульбрихта и др. В 1960-е годы в Альт-Лихтенберге был построен комплекс зданий Министерства государственной безопасности ГДР, в одном из которых ныне располагается музей Штази. В Лихтенберге, в целом отличающимся плотной городской застройкой, находятся несколько зелёных уголков природы: в том числе, заложенный в начале XX века городской парк Лихтенберг и появившийся почти сто лет спустя ландшафтный парк Херцберге. В районе немало административных окружных учреждений, а так же спортивных сооружений, как например, стадион, принадлежащий SV Lichtenberg 47, или бывший стадион BVG, который ныне относится к обществу SV Berliner VG 49.

## Знаменитые жители
К числу известных личностей, связанных с Лихтенбергом, относятся:
- Вихард фон Мёллендорф — прусский военачальник, губернатор Берлина (владелец Лихтенберга)
- Георг Лениг — участник немецкого движения Сопротивления (родился и жил в Лихтенберге)
- Ильза Штёбе — участница немецкого движения Сопротивления (жила в Лихтенберге)
- Вернер Теске — офицер госбезопасности ГДР, последний казнённый в ГДР (жил в Лихтенберге)
- Гезине Лётч — немецкий политик (депутат от Лихтенберга)
- Патрик Хаусдинг — немецкий спортсмен (родился и вырос в Лихтенберге).

## Галерея

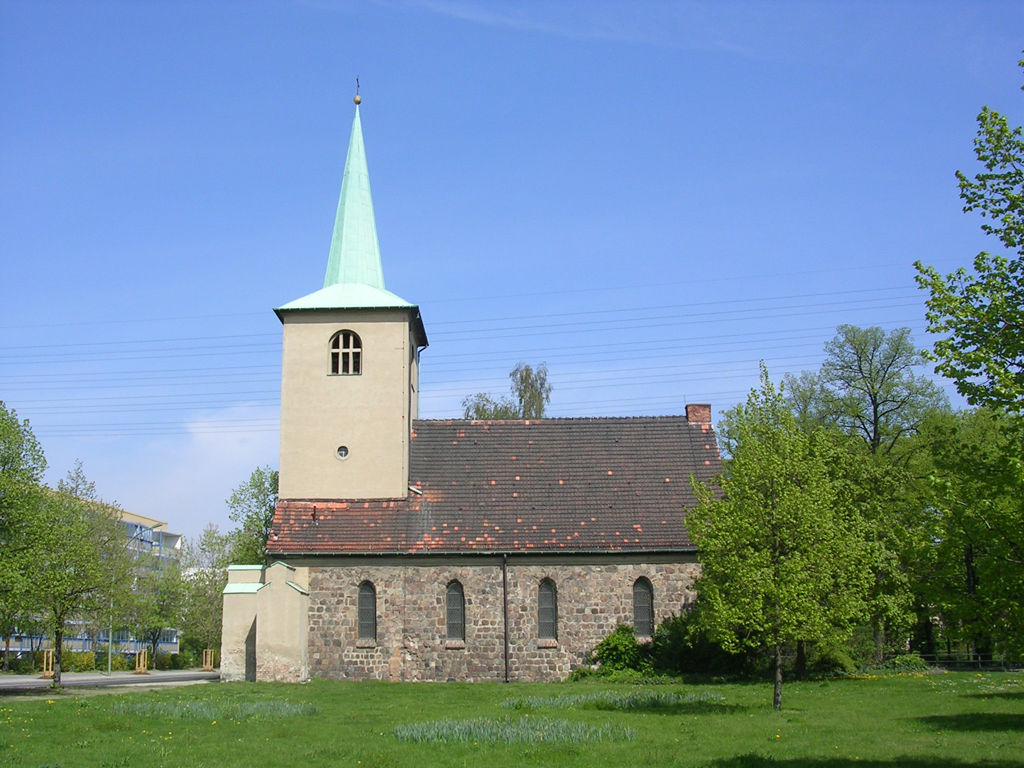
Деревенская церковь Лихтенберга
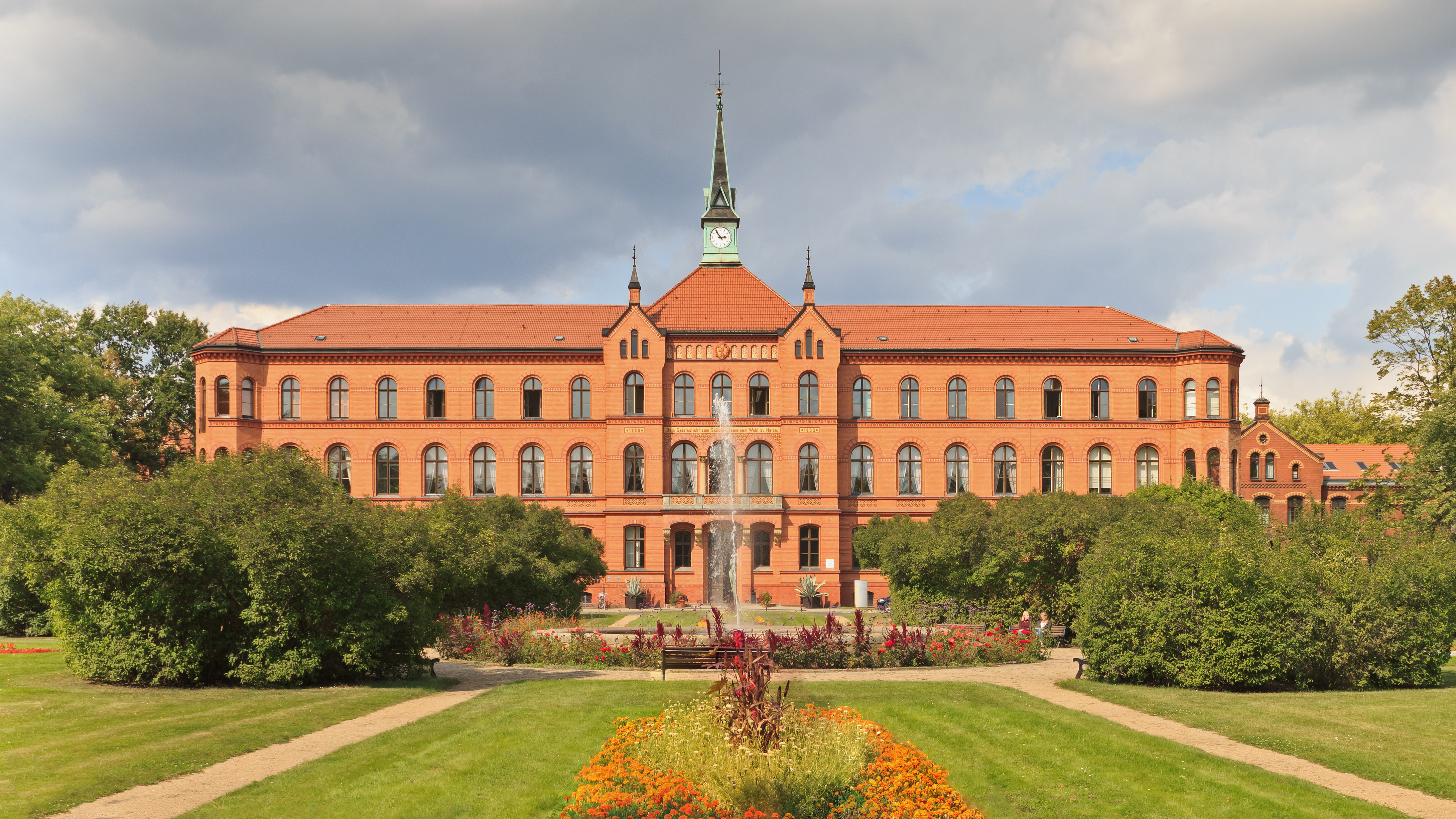
Больница королевы Елизаветы
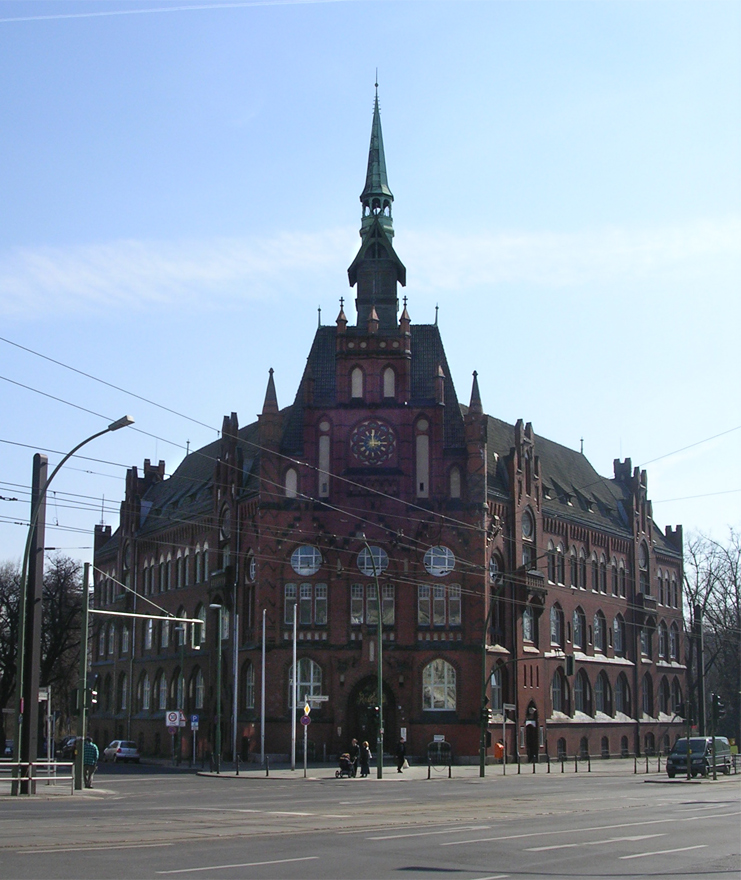
Ратуша в Альт-Лихтенберге
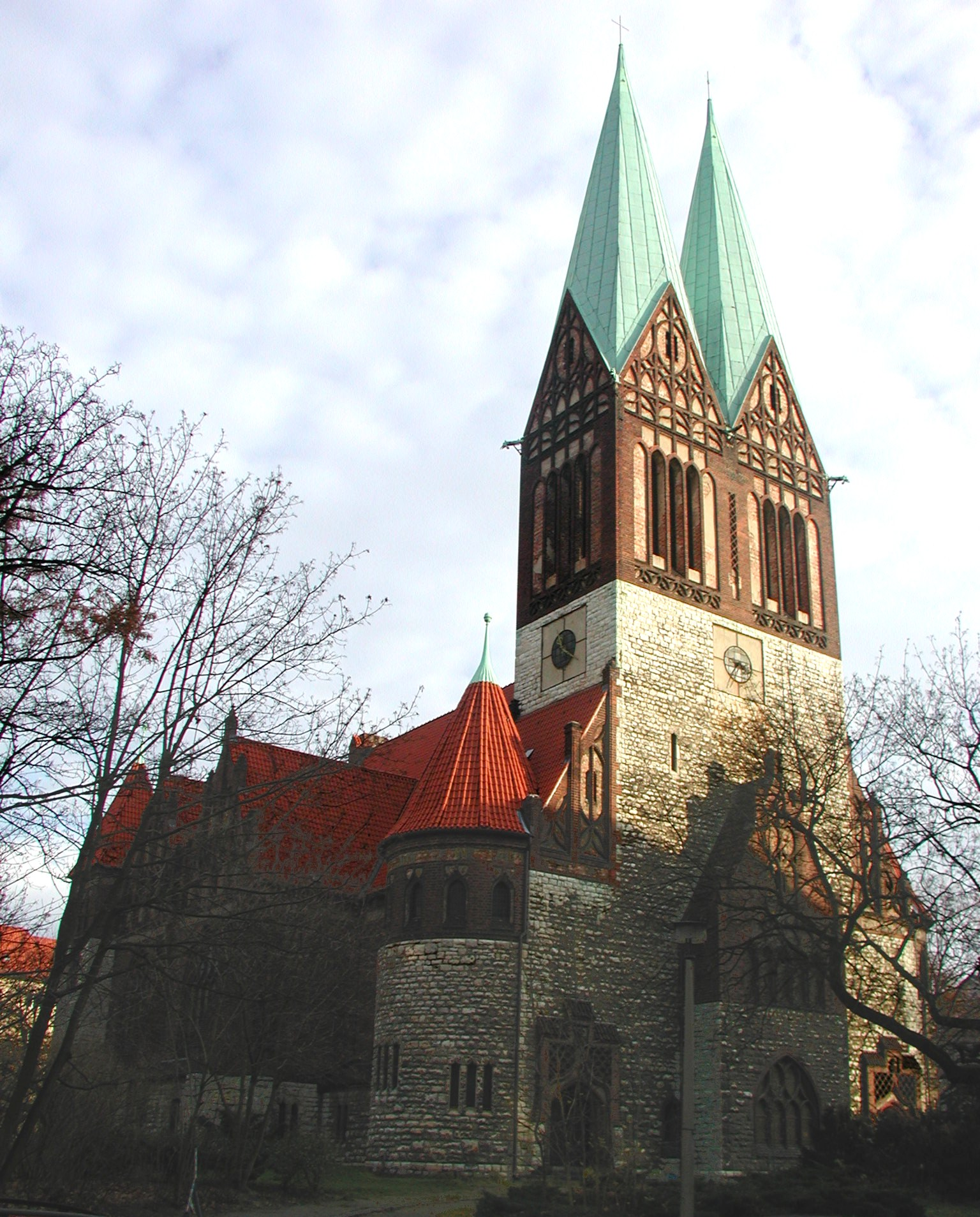
Glaubenskirche
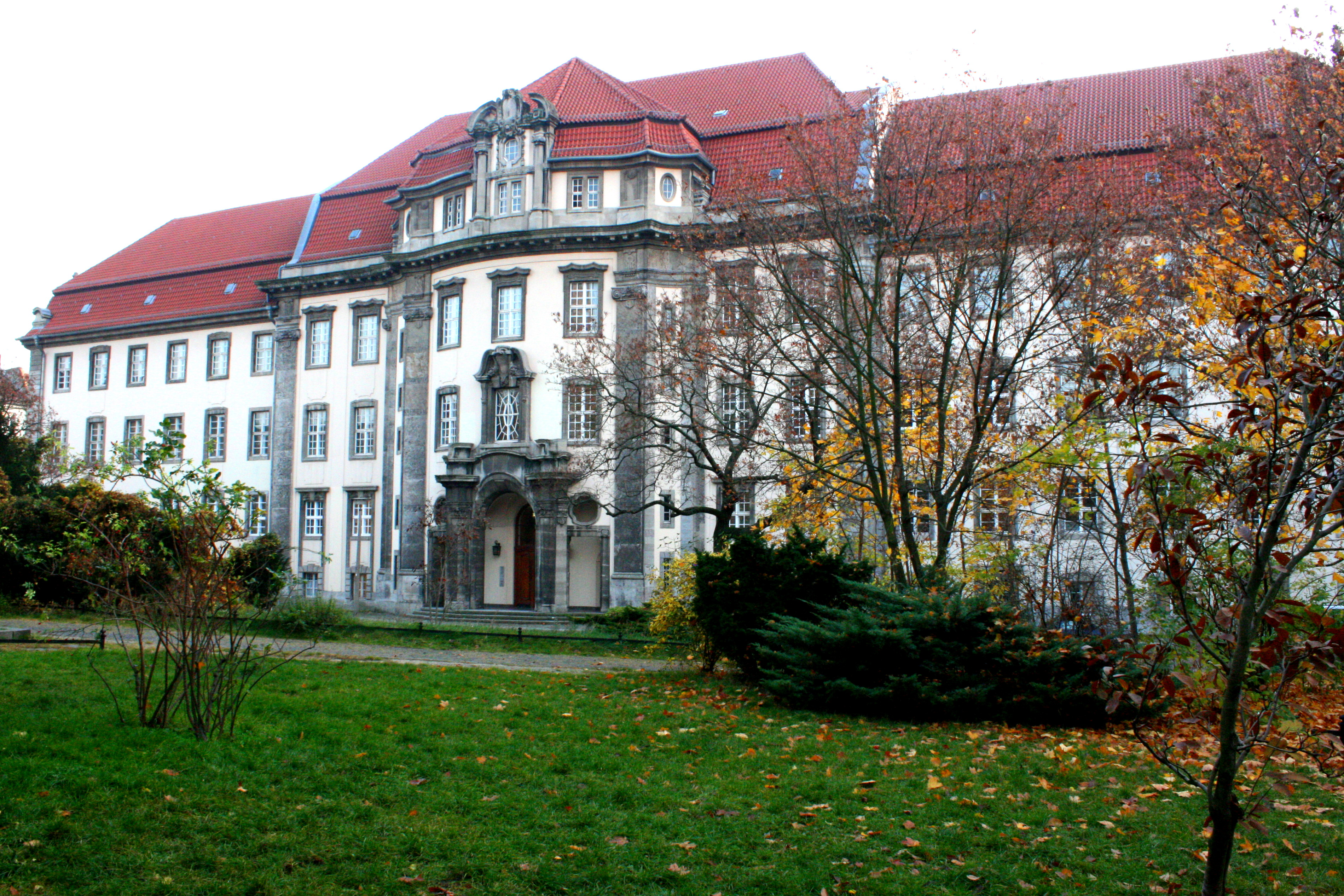
Здание суда
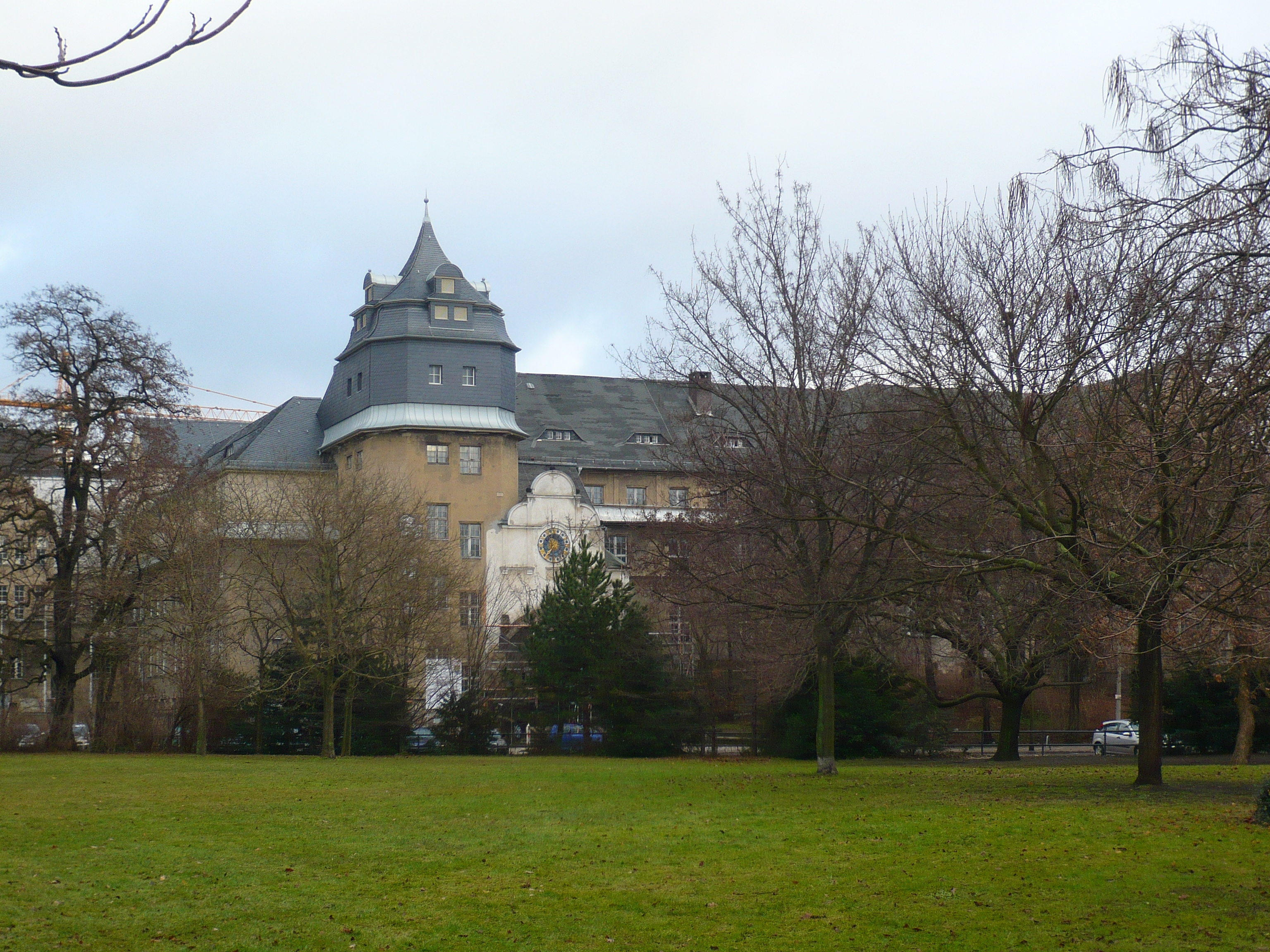
Cecilien-Lyzeum
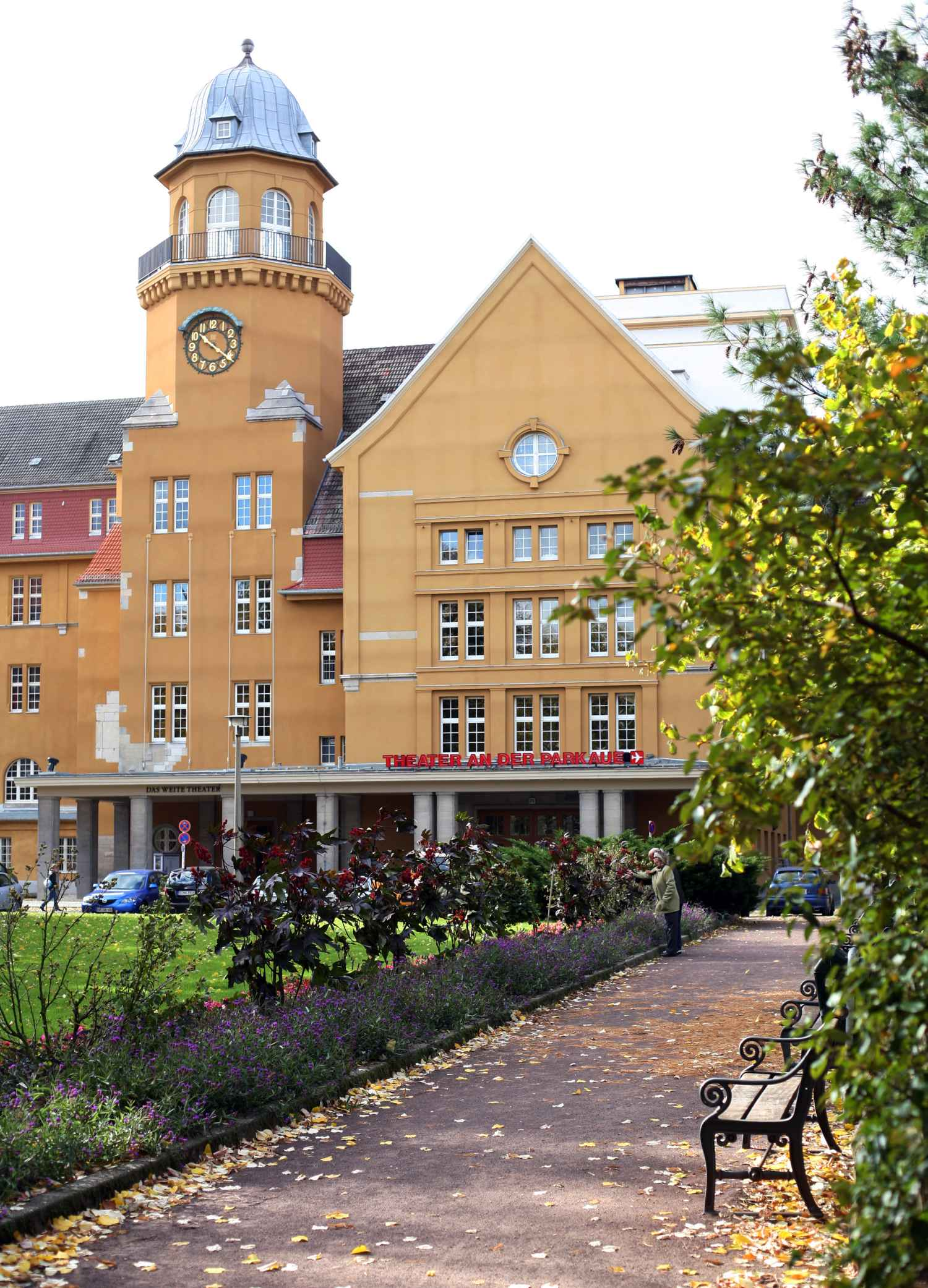
Театр an der Parkaue
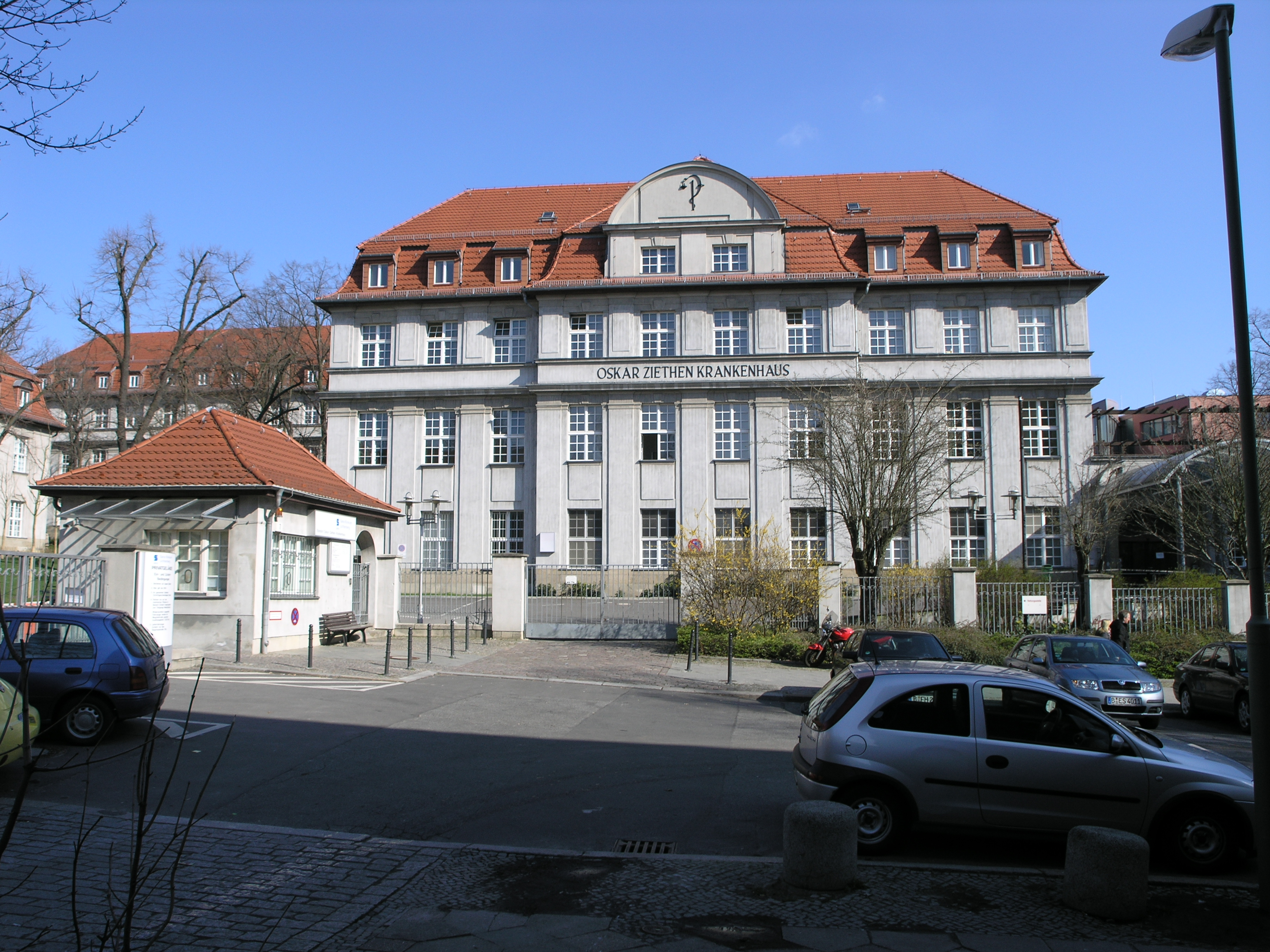
Главное здание больницы Оскар-Цитен
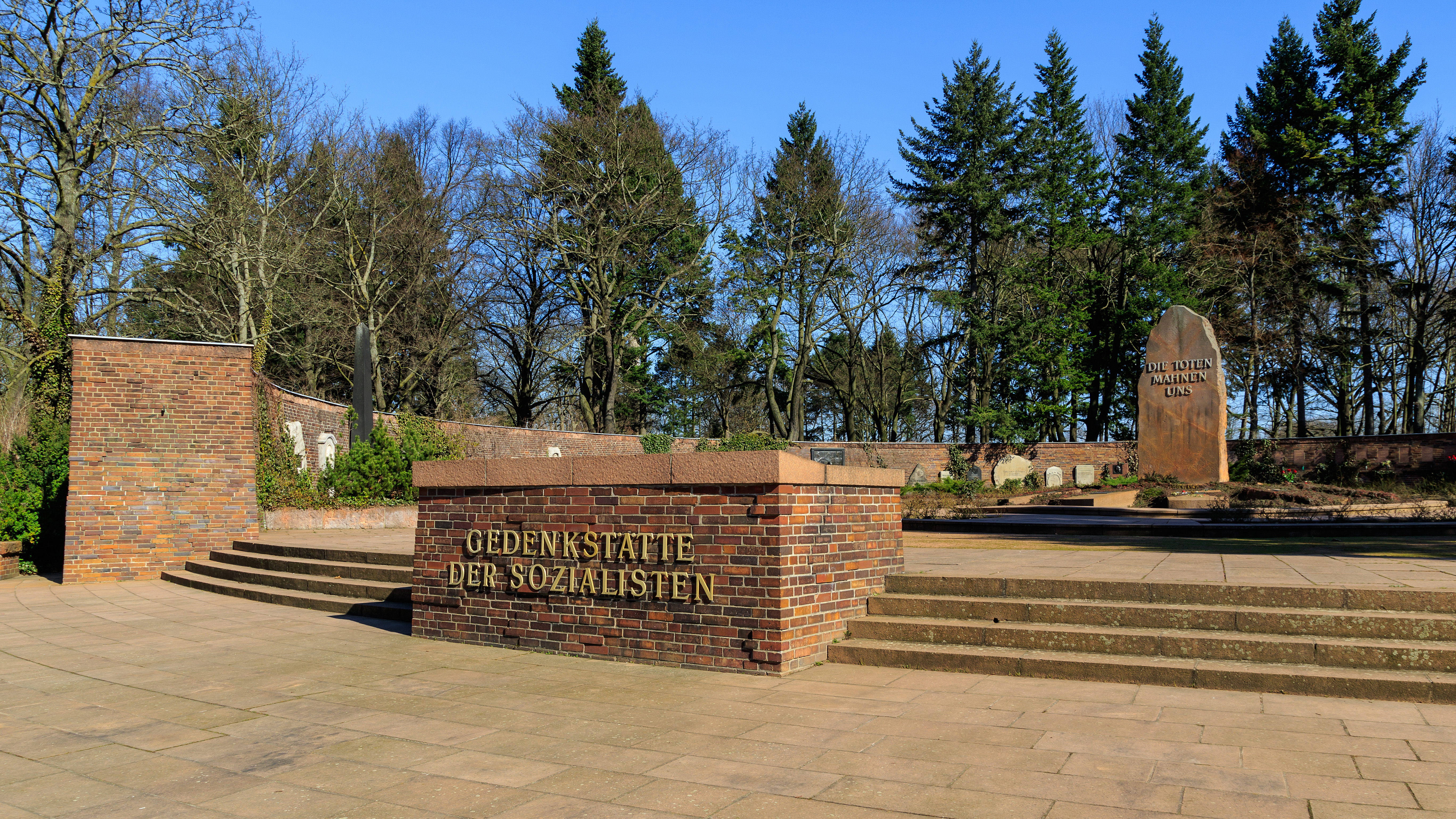
Мемориал социалистов на Центральном кладбище Фридрихсфельде
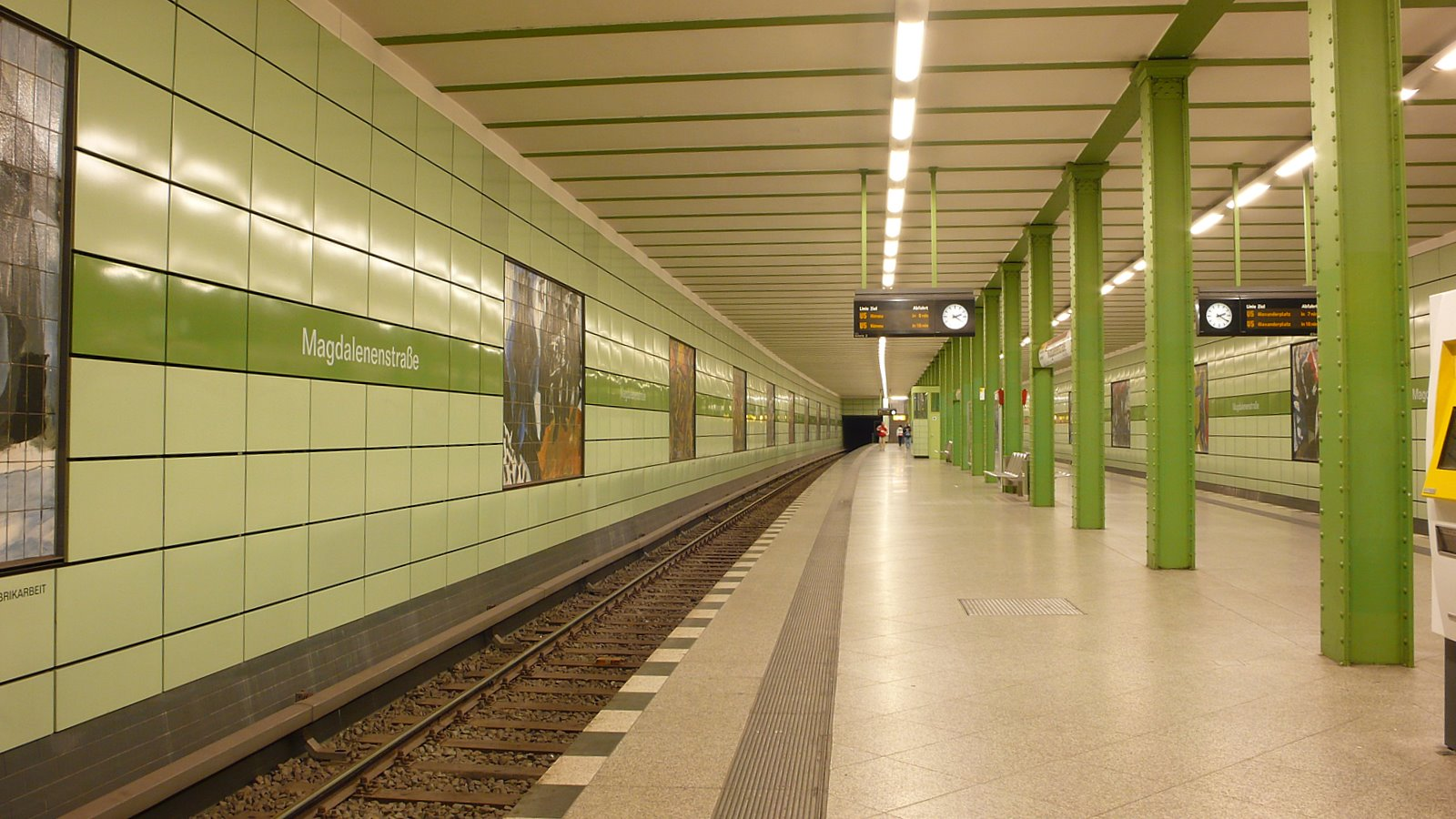
Станция метро Магдалененштрассе
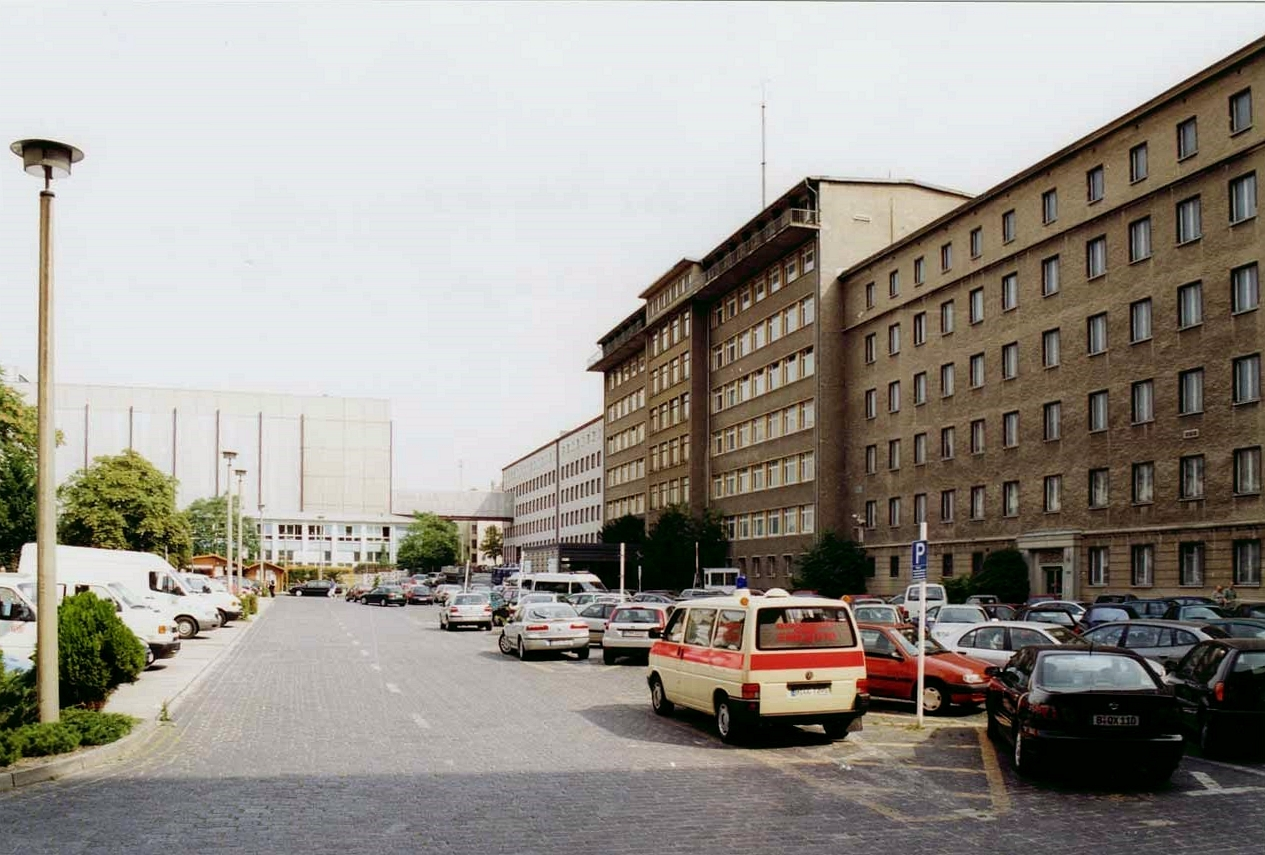
Одно из зданий бывшего комплекса Штази